# Canna tuerckheimii
Canna tuerckheimii là một loài thực vật có hoa trong họ Cannaceae. Loài này được Kraenzl. mô tả khoa học đầu tiên năm 1912.

## Hình ảnh

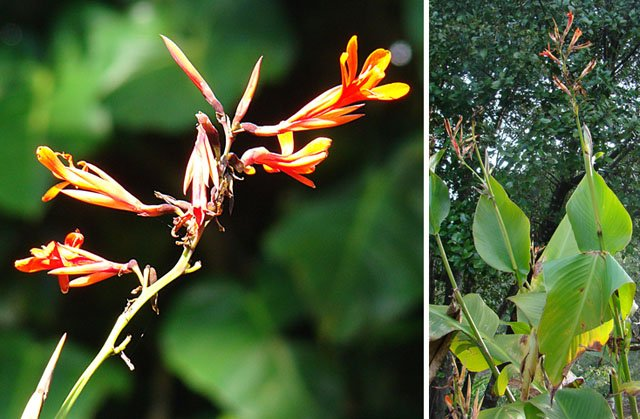
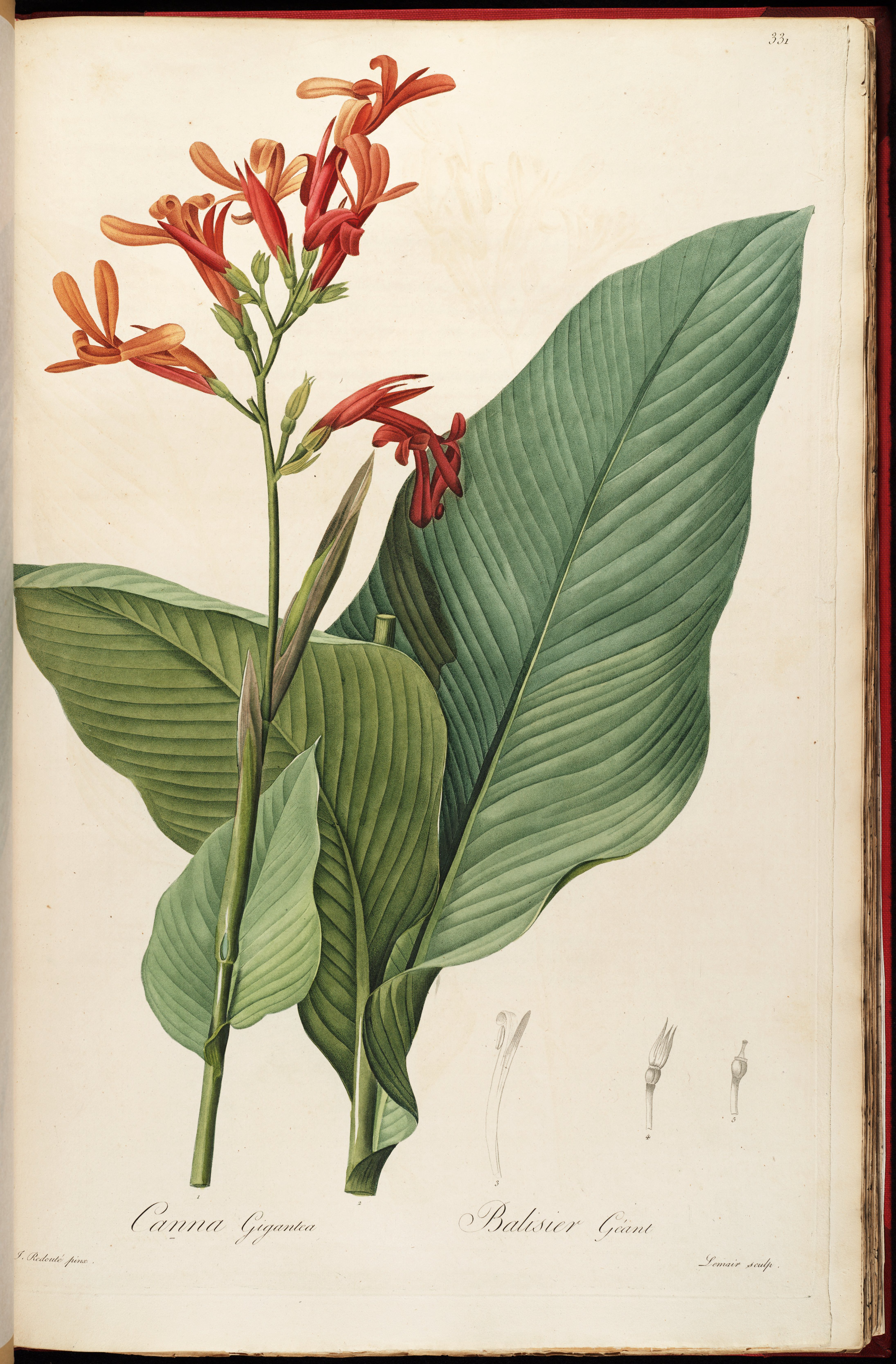